# Arbérats-Sillègue
Arbérats-Sillègue (baskisch Arberatze-Zilhekoa) ist eine französische Gemeinde mit 328 Einwohnern (Stand 1. Januar 2022) im Département Pyrénées-Atlantiques in der Region Nouvelle-Aquitaine. Die Gemeinde gehört zum Arrondissement Bayonne und zum Kanton Pays de Bidache, Amikuze et Ostibarre (bis 2015: Kanton Saint-Palais).
Die Bewohner werden Aberaztars oder Zilhekoar genannt.

## Geographie
Arbérats-Sillègue liegt circa 60 Kilometer südöstlich von Bayonne im französischen Teil des Baskenlands. Es ist Teil des Pays de Mixe, einem Hochtal der Bidouze in der historischen Region Nieder-Navarra.
Umgeben wird die Gemeinde von den Nachbargemeinden:
- Arbouet-Sussaute im Norden,
- Domezain-Berraute im Osten,
- Béhasque-Lapiste im Südwesten sowie
- Aïcirits-Camou-Suhast im Nordwesten.

Arbérats-Sillègue liegt im Einzugsgebiet des Flusses Adour und wird durchquert von zwei Zuflüssen der Bidouze, den Bächen Récalde, der teilweise die Grenze zu Arbouet-Sussaute bildet, und Eyherachar, der im Ortsgebiet entspringt.

## Geschichte
Arbérats wurde erstmals 1125 mit dem Namen Arberas erwähnt, erste Erwähnungen von Sillègue erfolgten um 1160 mit dem Ortsnamen Silegue.
Die Geschichte von Arbérats ist eng mit dem Herrn von Arbérats verknüpft. Im 13. Jahrhundert hatte der Lehnsherr die Ehre, an der Huldigung von Sancho VII., König von Navarra, im Schloss von Gramont teilzunehmen. Von der Dynastie der Arbérats ist allein das Schloss aus dem 18. Jahrhundert übrig geblieben, welches ursprünglich im Mittelalter als Erdhügelburg errichtet worden war. Die Familie Armendaritz d’Arbérats wurden zwischen 1500 und 1550 Nachfolger durch Heirat, im April 1655 per königlichem Dekret mit dem Titel eines Barons versehen. Die Familie herrschte über den Landstrich bis zur Französischen Revolution.
Im Gegensatz zu Arbérats ist die Geschichte von Sillègue weniger prestigeträchtig. Der Lehnsherr von Domezain besaß einen Adelssitz im 16. Jahrhundert. Vor der Vereinigung mit Arbérats am 14. April 1841 hieß das Dorf aus diesem Grund Sillègue-les-Domezain.

### Wappen

Wappen von Arbérats-Sillègue

Das Wappen des Adelshauses Salle d’Arbérats, welches seit 1316 in den Urkunden erscheint, ist 2002 von der Gemeinde für den ganzen Ort angenommen worden. Es lässt sich nach Guy Ascarat, Heraldiker und Historiker, folgendermaßen interpretieren.
Die zehn Muscheln sind oft in Wappen in Nieder-Navarra vertreten und weisen auf den Jakobsweg hin, einen Pilgerweg mit dem Ziel Santiago de Compostela in Galicien (Spanien). Der Legende nach wurden die Muscheln von Rittern errungen, die im 9. Jahrhundert in der Schlacht von Clavijo unter dem König Ramiro I. von Asturien gegen die Mauren gekämpft haben. Arbérats-Sillègue lag zwischen den Pilgerherbergen von Osserain und Saint-Palais.

### Einwohnerentwicklung
| Jahr      | 1968 | 1975 | 1982 | 1990 | 1999 | 2006 | 2009 | 2014 |
| --------- | ---- | ---- | ---- | ---- | ---- | ---- | ---- | ---- |
| Einwohner | 175  | 177  | 198  | 222  | 270  | 302  | 307  | 281  |

Ab 1962 offizielle Zahlen ohne Einwohner mit Zweitwohnsitz

## Sehenswürdigkeiten
- Schloss von Arbérats. Wie bei den meisten mittelalterlichen Herrschaftssitzen, gab es anfänglich eine Erdhügelburg an der Stelle des heutigen Schlosses. Wahrscheinlich um das Jahr 1000 erbaut, waren die Besitzer die Familie Arbérat, die anschließend dem Dorf seinen Namen gab. Das erste Wohnhaus wurde im 12. Jahrhundert erbaut, genannt Palacio d’Arbérats. Möglicherweise blieb es bis zum 18. Jahrhundert erhalten, als ein neues Gebäude an der Stelle errichtet wurde. Dieses wiederum wurde von der damaligen Besitzerin Mathilde de Lalande d’Olce ein Jahrhundert später abgerissen, um zwischen 1895 und 1898 das prunkvolle Gebäude zu errichten, das heute zu sehen ist. Am 21. Februar 1948 ging das Schloss in den Besitz der französischen Familienkasse über, die das Haus bis 2005 als eine colonie de vacances, eine Ferieneinrichtung für Kinder und Jugendliche, führte. Eine Renovierung und Umbau eines Gebäudeteils im Jahre 1993 als Ferienunterkunft war nicht von Erfolg gekrönt.[6]

- Kirche Saint-Laurent von Arbérats, gewidmet Laurentius von Rom. Im 12. Jahrhundert wurde die Kirche im Kopialbuch von Dax unter dem Namen Sancte Laurencius de Arberaz erwähnt. Um 1860 erhielt die Kirche aus Rom eine Reliquie des christlichen Märtyrers, dem die Kirche geweiht ist. Sie wird im Chor ausgestellt neben einem großen, wahrscheinlich aus dem 17. Jahrhundert stammenden Gemälde, das Laurentius zeigt, zusammen mit dem Rost, auf dem er zu Tode gebracht wurde. Ein Um- oder Neubau der Kirche ist 1615 erfolgt, wie eine Inschrift über dem Eingang zeigt, der Porte des Cagots genannt wird. Die Cagots waren eine von der Gesellschaft ausgeschlossene und diskriminierte Gruppe. Sie konnten nicht von der Ausübung der christlichen Religion ausgeschlossen werden, mussten aber offensichtlich die Kirche über einen eigenen Eingang betreten, um zu verhindern, dass sie sich unter die anderen Gläubigen mischten. Der Kirchturm ist sehr viel neueren Datums als das restliche Kirchengebäude. Er ist im neogotischen Stil gebaut, der im 19. Jahrhundert sehr beliebt war.[9]

- Kirche Saint-Pierre von Sillègue, gewidmet dem Apostel Simon Petrus. Im 12. Jahrhundert wurde die Kirche im Kopialbuch von Dax unter dem Namen Sancte Petrus de Silegue erwähnt. Das heutige Gebäude ist ein Ergebnis einer Restauration im Jahre 1381 und eines Wiederaufbaus im 17. oder 18. Jahrhundert. Auf dem Friedhof rund um die Kirche sind einige Grabkreuze mit einer Besonderheit zu sehen. Die Kreuze haben runde Enden an den Armen und werden wegen ihres Verbreitungsgebiets Navarra-Kreuze (croix navarraises) genannt. Sie erinnern entfernt an die Form der Hilarri, bei denen runden Scheiben auf Stelen gesetzt sind.[10][11]

## Wirtschaft und Infrastruktur
Arbérats-Sillègue liegt in den Zonen AOC des Ossau-Iraty, ein traditionell hergestellter Schnittkäse aus Schafmilch, sowie der Schweinerasse und des Schinkens „Kintoa“.

### Verkehr
Arbérats-Sillègue wird durchquert von den Routes départementales 134 und 933 (ehemalige Route nationale 133).